# Jimeno de Luna
Jimeno de Luna (c. 1278-Alcalá de Henares, 17 de noviembre de 1338) fue obispo de Zaragoza y arzobispo de Tarragona y Toledo. Miembro de la Casa de Luna.

## Biografía
Jimeno de Luna (o Ximeno de Luna o Jimeno Martínez de Luna) nació hacia 1278. Era hijo de Pedro Martínez de Luna y de Elvira Pérez de Sessa. Tuvo cuatro hermanos: Pedro Martínez de Luna II, (m. 1326), casado con Violante de Alagón, Teresa y  Gracia de Luna.
Ejerció como obispo de Zaragoza desde el 5 de julio de 1296.
El 3 de agosto de 1304 actuó como representante de Jaime II de Aragón en la Sentencia arbitral de Torrellas (Zaragoza) por la que Alfonso de la Cerda renunció al trono de Castilla, y se delimitó el reino de Valencia fijando su frontera sur en el río Segura (lo que implicó la devolución a Castilla de la mitad del reino de Murcia. Por orden del rey Alfonso III de Aragón y del papa Clemente V, colaboró con el obispo de Valencia, Raimundo Ponte, en la destrucción de la orden del Temple.
Desde el 26 de marzo de 1317 ocupó el cargo de arzobispo de Tarragona. Durante este mandato tuvo un largo proceso judicial con el rey Sancho I de Mallorca por culpa de Ibiza y Formentera, y por considerarle vasallo suyo. Amenazando el arzobispo Jimeno de Luna con excomulgar al rey Balear.
En 1326 el Consejo de Alfonso XI obligó a Juan de Aragón a abandonar Castilla, al alcanzar la mayoría de edad, destituyéndolo como arzobispo de Toledo y canciller mayor del reino. Permutando su cargo el 17 de agosto de 1328 con Jimeno de Luna, hasta entonces arzobispo de Tarragona.
Tras su fallecimiento el 17 de noviembre de 1338, le sucedió en el cargo de arzobispo de Toledo su sobrino Gil Álvarez de Albornoz.
| Predecesor: Juan de Aragón         | Arzobispo de Toledo Primado de España 1328-1338 | Sucesor: Gil Álvarez de Albornoz                |
| Predecesor: Guillermo de Rocabertí | Arzobispo de Tarragona 1317-1327                | Sucesor: Juan de Aragón                         |
| Predecesor: Hugo de Mataplana      | Obispos de Zaragoza 1296-1317                   | Sucesor: Pedro López de Luna y Ximénez de Urrea |